# Combat du Bois-Hutan
Chouannerie
Le combat du Bois-Hutan se déroula lors de la Chouannerie en 1794. 

## La bataille
Le 2 juin, l'officier vendéen Marie Paul de Scépeaux envoie des messages aux différentes bandes d'insurgés des environs et leur demande de se réunir au bois de La Cornuaille. Dès le lendemain, 600 à 700 hommes y sont rassemblés et campent ensuite au bois Hutan, près du Louroux-Béconnais. Ce rassemblement est signalé aux Républicains. Duval-Errien réunit, paraît-il, 1 200 hommes à Bécon-les-Granits et se porte au Bois-Hutan. Les Républicains se heurtent d'abord à une troupe de 300 hommes commandés par Sarrazin, pendant que le reste des forces chouannes coutourne les lignes et attaque les Bleus de flanc et de dos. Ces derniers abandonnent leurs armes et prennent la fuite, perdant peut-être une soixantaine d'hommes, tandis que les pertes des Chouans sont selon les mémoires du chef chouan Bellanger de 3 tués et 20 blessés.